# Харьковка (Новосибирская область)
Харьковка — посёлок в Сузунском районе Новосибирской области России. Входит в состав Битковского сельсовета.

## География
Площадь посёлка — 37 гектаров.

## Население
| 2002 | 2007 | 2010 |
| ---- | ---- | ---- |
| 234  | ↘125 | ↘107 |

## Инфраструктура
В посёлке по данным на 2007 год функционируют 1 учреждение здравоохранения и 1 учреждение образования.